# Ti porterò nel sangue
Ti porterò nel sangue è l'ultimo capitolo della trilogia Mirta/Luna, creata dall'autrice italiana Chiara Palazzolo, edito da Piemme Editore nel 2007.

## Trama
Luna fa ora parte delle attività organizzate da Gotfried e Wolfram per anticipare le mosse dei benandanti ma dove fare i conti con l'improvvisa morte di Helena, amica cara di Sara. La ragazza non riesce ad elaborare il lutto e finisce per lasciarsi morire, facendo precipitare Luna in un abisso senza fondo.
Torna così a perdere nuovamente il controllo della sua vita, divenendo l'amante di Gatto Machesi, un sopramorto antico e sospetto, e finendo per diventare un facile bersaglio delle mire di benandanti e sopramorti, ormai quasi tutti contro di lei. Durante le vicende, scopre che Robin non era stato sepolto con lei al cimitero: sua madre aveva disposto per far sparire il suo cadavere. La sua stessa attuale esistenza, viene a sapere, dipende esclusivamente da quell'amore folle che l'ha portata alla rovina: l'overdose, la promessa di restare insieme per sempre, anche dopo la morte; tutto architettato da un Robin segreto, un benendante in pensione.
In pericolo, viene salvata da Gottfried, il primo sopramorto, e da Gabriel e Max.